# 罗伯特·范德费恩
罗伯特·范德费恩（荷蘭語：Robert van der Veen，1906年9月26日—1996年3月18日），生于大清帝国上海，荷兰前男子曲棍球运动员。他曾代表荷兰国家队参加1928年夏季奥林匹克运动会曲棍球比赛，获得一枚银牌。